# Ametropia
Ametropia, niemiarowość oka – wada wzroku charakteryzująca się nieprawidłowym stosunkiem zdolności skupiającej układu optycznego oka do długości gałki ocznej, w wyniku czego promienie świetlne nie są ogniskowane na siatkówce. Prowadzi to do powstania takich zaburzeń jak:
- krótkowzroczność (myopia)
- nadwzroczność (hyperopia)
- niezborność (astigmatismus)

Przeciwieństwem ametropii jest emmetropia.

## Klasyfikacja ICD10
| kod ICD10     | nazwa choroby                                                                          |
| ------------- | -------------------------------------------------------------------------------------- |
| ICD-10: H52   | Zaburzenia refrakcji i akomodacji                                                      |
| ICD-10: H52.0 | Nadwzroczność                                                                          |
| ICD-10: H52.1 | Krótkowzroczność                                                                       |
| ICD-10: H52.2 | Niezborność                                                                            |
| ICD-10: H52.3 | Różnowzroczność (anisometropia) i różnica wielkości obrazów na siatkówce (aniseikonia) |
| ICD-10: H52.4 | Starczowzroczność                                                                      |